# Шачинандана Свами
Шачина́ндана Сва́ми (IAST: Śacīnandana Svāmī, англ. Sachinandana Swami; имя при рождении — То́рстен Пе́ттерссон, нем. Thorsten Pettersson; род. 15 февраля 1954, Гамбург, ФРГ) — кришнаитский гуру, проповедник и писатель, ученик Бхактиведанты Свами Прабхупады (1896—1977) и один из духовных лидеров Международного общества сознания Кришны (ИСККОН).

## Биография

### Ранние годы
Торстен Петтерссон родился 15 февраля 1954 года в Гамбурге, ФРГ. Его отец Эрнст Гюнтер Петтерссон был начальником управления железных дорог Гамбурга. Духовный поиск Торстена начался ещё в детстве. Ответы на свои вопросы он искал в разных источниках — от эзотерических учений и древних восточных традиций, до современных теорий по психологии и парапсихологии.
С гаудия-вайшнавизмом Торстен познакомился в 1970 году, увидев на немецком телевидении кришнаитский музыкальный ансамбль Radha Krishna Temple, который исполнил свою хитовую композицию «Hare Krishna Mantra». Годом позднее Торстен впервые прочёл книги Бхактиведанты Свами Прабхупады (1896—1977) — вайшнавского гуру и основателя Международного общества сознания Кришны (ИСККОН). Философия и образ жизни кришнаитов оказались близки сердцу Торстена, и в том же году он перешёл жить в ашрам ИСККОН в Гамбурге, приняв монашеский образ жизни. Впоследствии он вспоминал: «Моя девушка, с которой я был почти помолвлен, пришла в храм и спросила меня о том, какие последствия этот шаг будет иметь для наших взаимоотношений. Я ответил фразой Ницше: „Я люблю тебя, вечность“. Этим я хотел сказать ей, что наши мирские отношения не могли продолжаться, ибо я начал практиковать целибат».

### Деятельность в ИСККОН
В 1972 году в Гамбурге Торстен получил от Бхактиведанты Свами Прабхупады духовное посвящение и санскритское имя «Шачинандана Даса». Первые годы в ИСККОН Шачинандана посвятил работе в германском филиале издательства «Бхактиведанта Бук Траст», где занимался переводом с английского на немецкий язык «Бхагавад-гиты как она есть» и других книг своего гуру. Затем он присоединился к немецкой «группе санкиртаны», занимавшейся распространением кришнаитской литературы в обмен на пожертвования. В этот период, Шачинандана также принимал активное участие в развитии программы проповеди прихожанам — нама-хатты. Желая сделать свою проповедь более успешной и глубокой, Шачинандана начал навещать людей, которые ранее приобрели кришнаитскую литературу, и вдохновлять их на духовную практику на дому.
В марте 1987 года Шачинандана был избран одним из «инициирующих гуру» ИСККОН и начал принимать учеников. В 1989 году он принял санньясу (уклад жизни в отречении) и титул «свами». К началу 1990-х годов Шачинандана Свами превратился в одного из ведущих кришнаитских проповедников в странах Восточной Европы. Он проводил культурные программы, семинары и публичные лекции, выступал на радио и телевидении. Так, в 1995 году ему довелось рассказать об истории вайшнавской музыки на хорватском радио, в серии из пяти передач, посвящённых этой теме.
В 1990-е годы Шачинандана Свами также принимал участие в межрелигиозном диалоге. В частности, он представлял ИСККОН в мероприятиях, проводимых Всемирным конгрессом религий — организацией, основанной Фрэнсисом Янгхазбендом в 1936 году.

### Паломничества в Индию
В 1975 году Шачинандана Свами впервые совершил паломничество в Индию. С тех пор он возвращается туда регулярно. Он посетил различные святые места по всему Индийскому субконтиненту — от Бадринатха, Кедарнатха, Ганготри, и Кайлаша в Гималаях до священных вайшнавских храмов в Южной Индии — Шрирангам, Мелукоте, Тирупати и Аховалам. Его любимым местом в Индии является Вриндаван — священное место рождения Кришны, в котором Шачинандана Свами ежегодно организует духовные ретриты.

### Участие в развитии религиозного образования в ИСККОН
Шачинандана Свами принимает участие в развитии образования в ИСККОН. Он преподаёт в «Вайшнавском институте высшего образования» во Вриндаване и является духовным директором «Европейской академии ведических наук», — вайшнавского университета, представляющего культуру гаудия-вайшнавизма через посредство ведических наук, искусства и философии. По данным на 2008 год, филиалы академии существуют в восьми странах мира.

### Gauranga Bhajan Band
В 1990 году, вместе со своими духовными братьями Харикешей, Кришнакшетрой и Бхактивайбхавой, Шачинандана Свами основал группу Gauranga Bhajan Band, исполнявшую традиционные вайшнавские бхаджаны и киртаны в современной музыкальной обработке. Gauranga Bhajan Band путешествовал с гастролями по Восточной Европе, собирая на свои концерты тысячи людей. Группа исполняла медитативную музыку под инструментальный аккомпанемент ситара и таблы, пела вайшнавские бхаджаны и мантру «Харе Кришна» в стиле рок с использованием электронных инструментов, давала шоу мультимедия и представления театра пантомимы.
В июле 1992 года, Gauranga Bhajan Band вместе с британским певцом Боем Джорджем провели серию концертов в России. Последний концерт состоялся в Москве, в спортивном комплексе «Олимпийский». На него собралось более 30 тыс. человек, певших вместе с кришнаитами и Боем Джорджем мантру «Харе Кришна».

### Yoga is Music
В сентябре 2009 года известный американский исполнитель индуистской музыки в стиле киртан Кришна Дас провёл вместе с Шачинанданой Свами концертный тур и семинар по киртану «Yoga is Music». Мероприятие прошло в Хорватии (Загреб и Сплит), Боснии и Герцеговине (Сараево) и Сербии (Белград и Нови-Сад). В интервью федеральному телеканалу Боснии и Герцеговины, Кришна Дас рассказал об истории организации мероприятия: «Несколько лет назад, беседуя с моим другом Шачинанданой Свами, который часто бывает в этих краях, я тоже захотел приехать сюда. Тогда я предложил: „Давай организуем концертный тур!“ Знаете, я долго не думал над этим. Я просто чувствовал, что было бы здорово приехать сюда, что это было бы чудесно, и вот — мы здесь». В июне 2010 года Кришна Дас и Шачинандана Свами снова дали серию концертов «Yoga is Music», на этот раз в Берлине.

## Дискография
| Год  | Альбом                             | Список песен |
| ---- | ---------------------------------- | --- |
|      | Sacred Mantras                     | 1. Kali-yuga-pavana 2. Maha-mantra Part 1 3. Maha-mantra Part 2 4. Mama mana mandire |
|      | Spiritual Skyliner Bhajans, Vol. 2 | 1. Sri Sacisutastakam 2. Nanda Kisora & Hare Krsna Mahamantra 3. Vande Krsna & Hare Krsna Mahamantra 4. Sri Radhika Stava & Hare Krsna Mahamantra 5. Rain Raga; Hare Krsna Mahamantra 6. Hare Krsna Mahamantra 7. Sri Krsna Caitanya Prabhu & Vrndavana Raga Hare Krsna Mahamantra |
| 2008 | Divine Names (Double CD)           | Volume One: 1. Meditation Tune into the Abode of Bliss 2. Lokanatha Melody 3. Meditation: The Delight of All 4. Jaya Nanda Yasoda Dulal Bhajan 5. Meditation: The Power of the Name 6. Madhuri Melody 7. Meditation: The Descent of the Name 8. Vrindavana’s Favorite Melody 9. Meditation: In Hope of Attaining Your Lotus Feet 10. Sweet Separation Melody Volume Two: 1. Meditation: An offering of Love 2. Mystical Vrindavan Melody 3. Meditation: Ocean of Mercy 4. Manipur Melody 5. Meditation: Let My Mind Take Pleasure in You Alone 6. Mountain Melody 7. Meditation: Service at Your Lotus Feet 8. Deep in the Ocean Melody |